# 18268 Dardanos
18268 Dardanos è un asteroide troiano di Giove del campo troiano. Scoperto nel 1977, presenta un'orbita caratterizzata da un semiasse maggiore pari a 5,1620667 UA e da un'eccentricità di 0,0953970, inclinata di 16,59601° rispetto all'eclittica.
L'asteroide è dedicato a Dardano, il mitico capostipite della famiglia regnante di Troia.